# Agrotis subinformis
Agrotis subinformis är en fjärilsart som beskrevs av Felix Bryk 1941. Agrotis subinformis ingår i släktet Agrotis och familjen nattflyn. Inga underarter finns listade i Catalogue of Life.